# رابرت هرت
رابرت هرت (به انگلیسی: Robert Hurt) نمایندهٔ حوزه انتخابیه پنجم ویرجینیا از حزب جمهوری‌خواه ایالات متحده آمریکا در مجلس نمایندگان ایالات متحده آمریکا است که برای نخستین‌بار در ۳۹ ژانویه ۲۰۱۱ میلادی به‌عضویت این مجلس درآمد.